# Галактика Бэби-Бум
Галактика Бэби-Бум (англ. Baby Boom) — галактика в созвездии Секстанта. Находится на расстоянии в 12,2 млрд св. лет от Солнца. Галактику обнаружил Научный центр Спитцера (IPAC) Калифорнийского технологического института (НАСА). Галактика Бэби-Бум является рекордсменом по звездообразованию, её прозвали «экстремальной звёздной машиной», потому что она производит 4000 звёзд в год (одна звезда каждые два часа).
Галактика Бэби-Бум была обнаружена в 2008 году с помощью нескольких телескопов, работающих на разных длинах волн. Космический телескоп НАСА «Хаббл» и японский «Субару» на вершине Мауна-Кеа на Гавайях впервые обнаружили Бэби-Бум на снимках, где она выглядела как малозаметное пятно из-за своей дальности. Позже телескопы «Спитцер» и «Джеймс Клерк Максвелл» обнаружили галактику в инфракрасном и субмиллиметровом диапазонах волн и после этого она была официально открыта.
Название Бэби-Бум было дано галактике потому, что она производит 4000 звёзд в год. Для сравнения, наша галактика Млечный Путь производит 10 звёзд в год. Бэби-Бум хватит 50 миллионов лет, чтобы создать столько звёзд, сколько наблюдалось в самой массивной галактике. Красный цвет на изображении галактики означает недавно появившиеся или только что рождённые звёзды, зелёный означает газ, а синий показывает другие галактики, которые менее активны в производстве звёзд.